# Carne de canguro

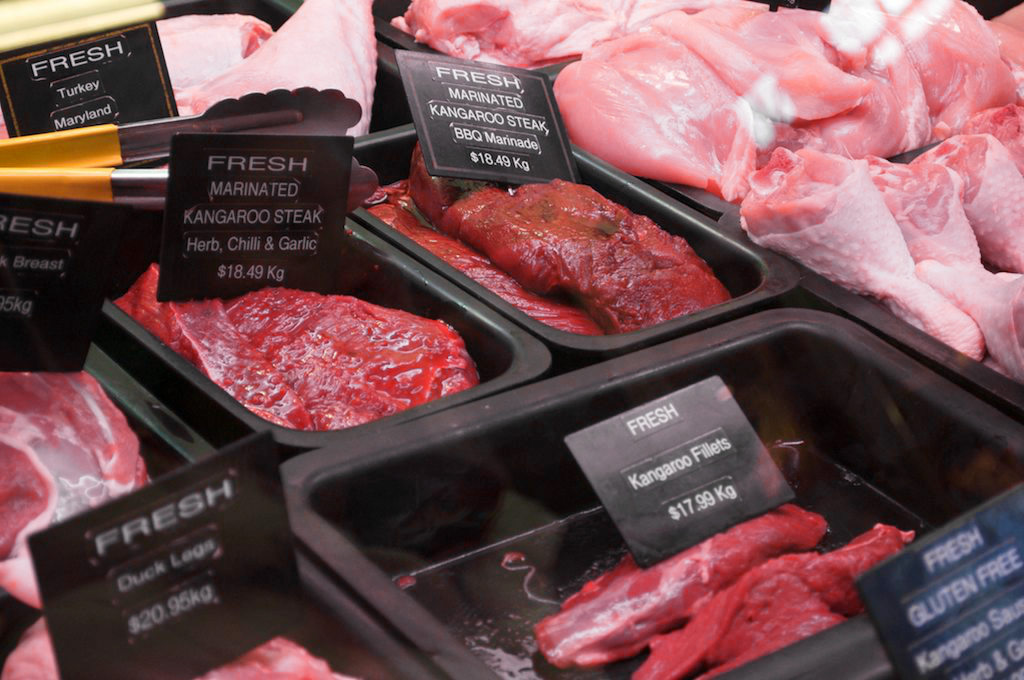
Carne de canguro en el Mercado de Queen Victoria en Melbourne

La carne de canguro se produce en Australia a partir de canguros salvajes y se exporta a más de 60 mercados extranjeros.

## Producción
La carne de canguro se obtiene de abundantes especies de canguros que se cosechan en la naturaleza.  Aunque la mayoría de las especies de macrópodos están protegidas por ley de la caza no aborigen en Australia, un pequeño número de las especies de gran tamaño que existen en grandes cantidades pueden ser cazadas por cazadores comerciales. Esta política ha sido criticada por algunos activistas por los derechos de los animales. Por otro lado, la cosecha de canguro cuenta con el apoyo de una amplia gama de ecologistas profesionales en Australia.  Grupos como la Ecological Society of Australia, el Australasian Wild Management Society y la Australian Mammal Society han manifestado su apoyo a la cosecha de canguros.  Dichos grupos argumentan que basar los sistemas de producción agrícola en animales nativos, en lugar de ganado introducido como las ovejas, ofrece considerables ventajas ecológicas a los frágiles pastizales australianos, y podría ahorrar emisiones de gases de efecto invernadero.
Aunque  es imposible de determinar el número exacto, las agencias de conservación del gobierno en cada estado calculan estimaciones de población cada año. Casi 40 años de refinamiento han llevado al desarrollo de sofisticadas técnicas de levantamiento aéreo que permiten construir estimaciones de poblaciones generales.  Las poblaciones de las grandes especies de canguros, en las zonas de captura comercial de Australia, varían de aproximadamente 25 a 50 millones de canguros en un momento dado.
Los canguros están protegidos por la legislación de Australia, tanto estatal como federal. La recolección de canguros solo ocurre en zonas de recolección aprobadas y se establecen cuotas para garantizar la sostenibilidad de las poblaciones de canguros. Si el número se acerca a los umbrales mínimos, las zonas de cosecha se cierran hasta que las poblaciones se recuperen. Los canguros son capturados por tiradores autorizados de acuerdo con un estricto código de prácticas para garantizar altos estándares de humanidad e higiene alimentaria.  La carne que se exporta es inspeccionada por el Servicio Australiano de Inspección y Cuarentena (AQIS).
Las cuotas de cosecha las establecen los gobiernos estatales o territoriales, pero todos los planes comerciales de cosecha deben ser aprobados por el gobierno australiano. Solo se pueden recolectar especeis aprobadas y estas incluyen: Canguro Rojo (Macropus rufus), canguro gris occidental (Macropus fuliginosus), canguro gris oriental (Macropus giganteus), y Wallaroo común (Macropus robustus ssp robustus). Las cuotas de uso sostenible suelen oscilar entre el 10% y el 20% de las poblaciones estimadas de canguros. Las poblaciones totales se estiman mediante estudios aéreos y las organizaciones gubernamentales y científicas calculan una década de datos anteriores y las cifras de las cuotas para garantizar la sostenibilidad. A pesar de que cada estado establece las cuotas, en muy raras ocasiones el sacrificio real alcanza el 35% de las cuotas totales permitidas. Por ejemplo, "En el período de cosecha de 2015, se utilizó el 25,9% de la cuota de cosecha comercial (para Queensland)".  Cuando no se utilizan las cuotas, los terratenientes en la mayoría de los estados y territorios recurren al sacrificio de poblaciones de canguro sobreabundantes. Como los canguros están protegidos, aún se requieren permisos, pero los cadáveres sacrificados generalmente se dejan en los potreros para que se descompongan y no se utilicen

## Nutrición y productos

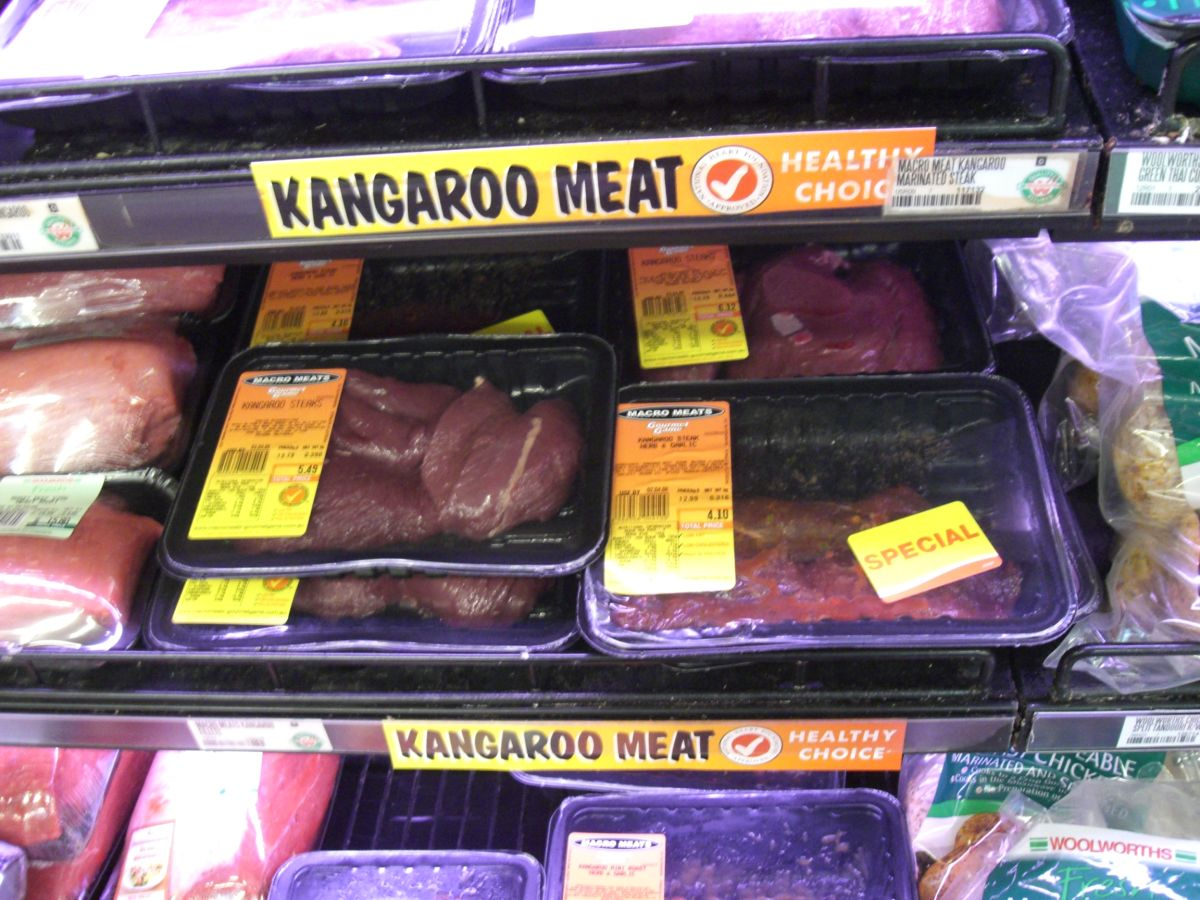
Carne de canguro en un supermercado australiano

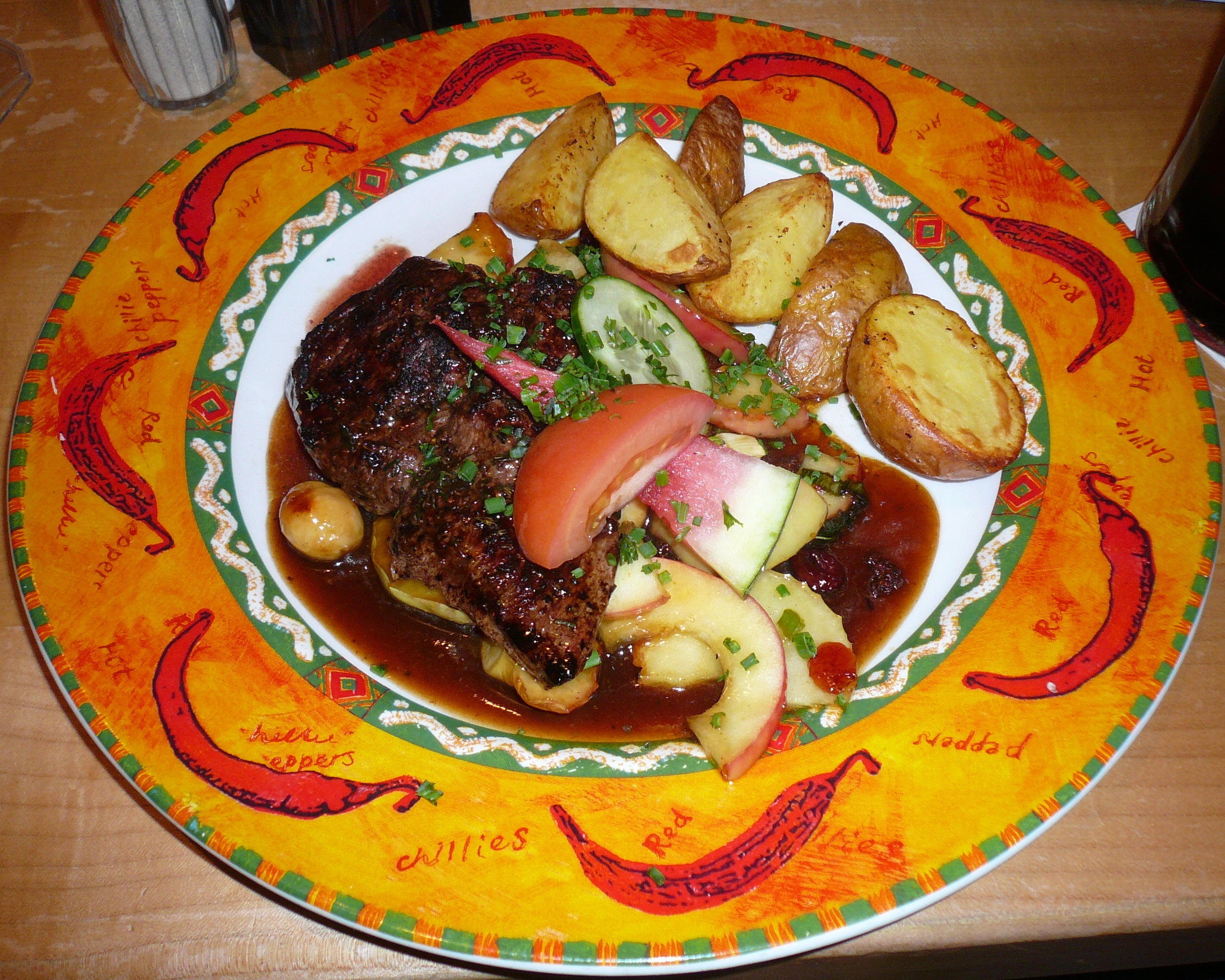
Bistec de canguro

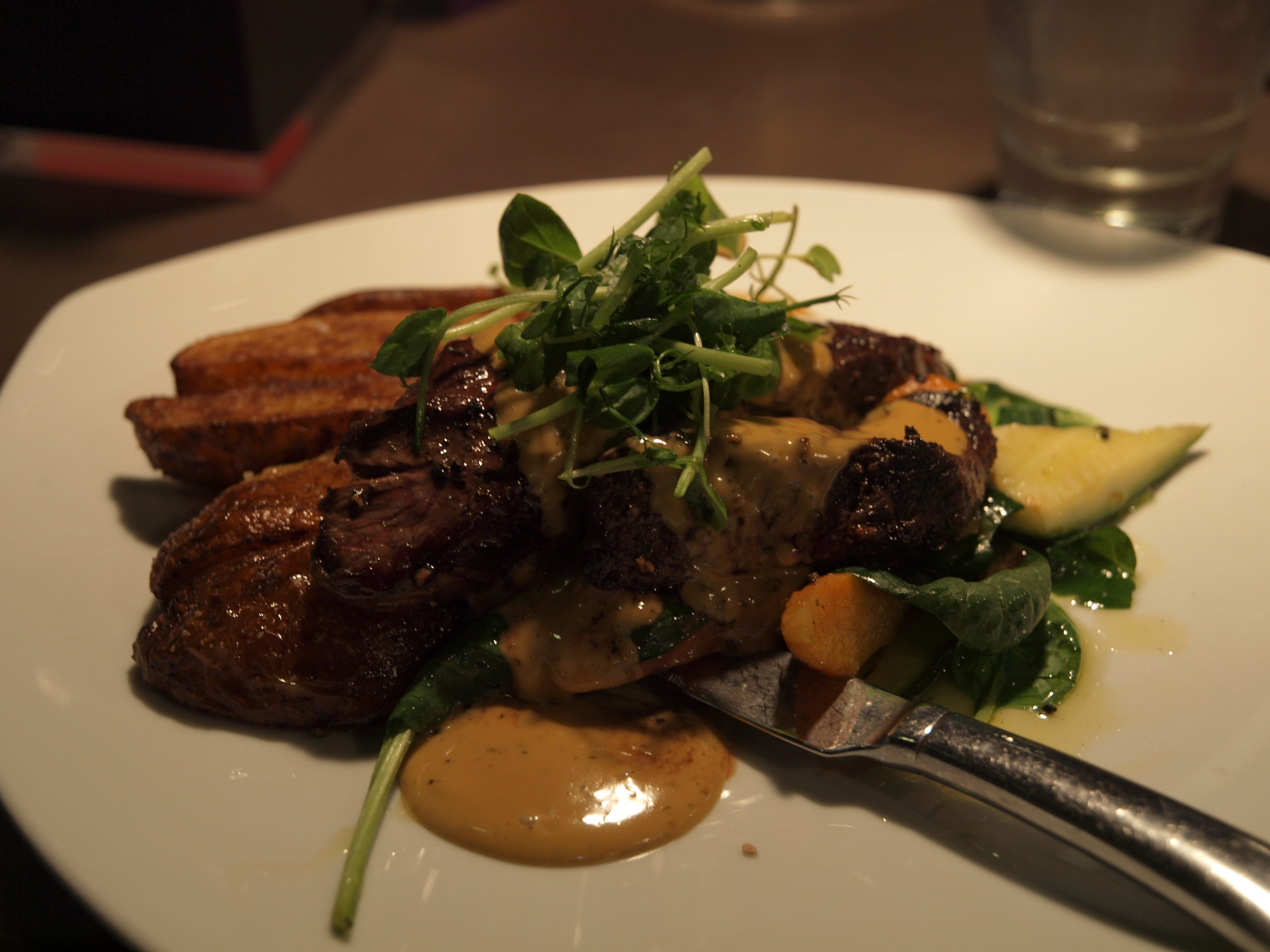
Canguro con tomillo servido en Helsinki, Finlandia.

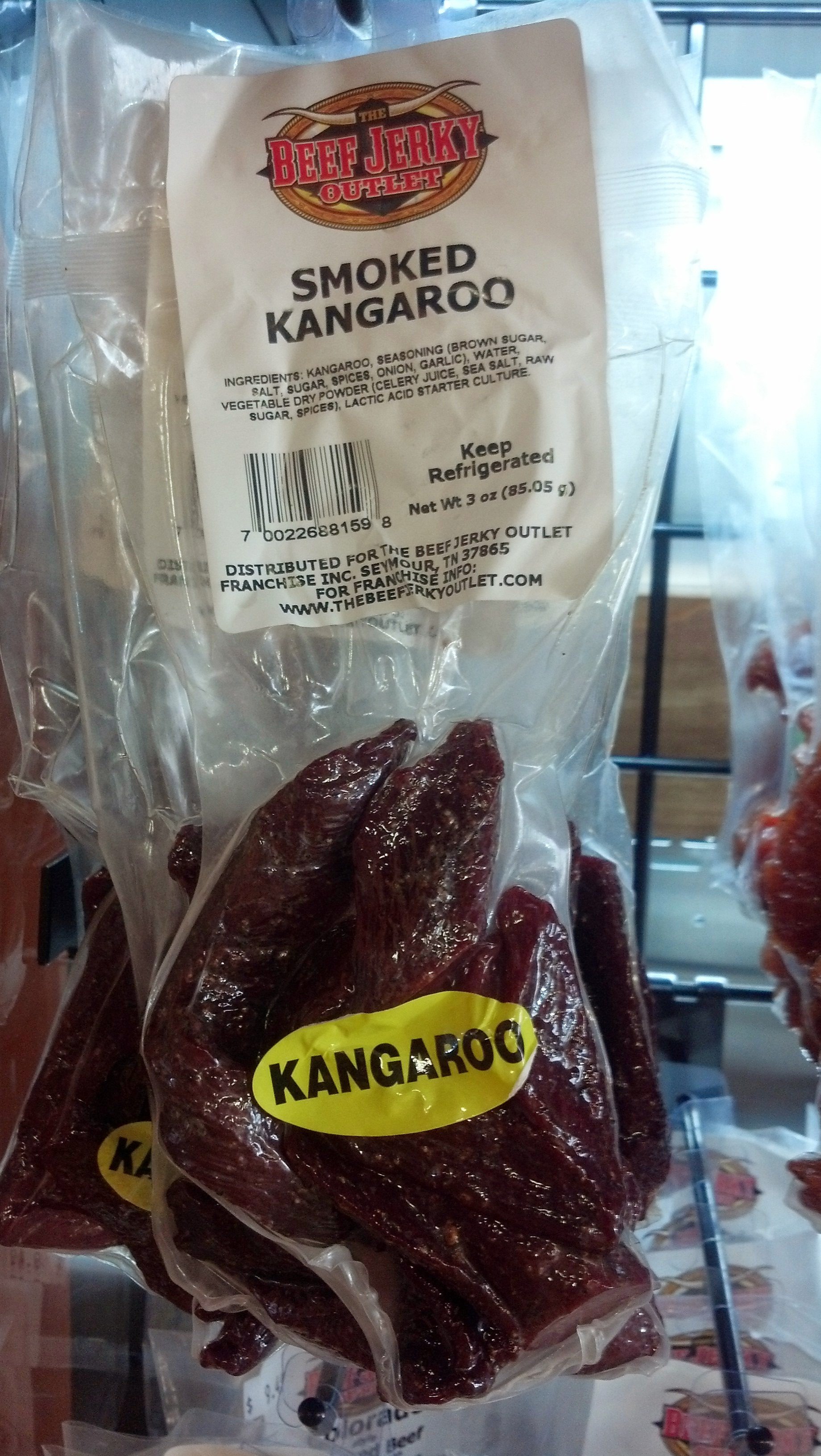
Cecina de canguro ahumada en una tienda en Richfield, Wisconsin, Estados Unidos

El canguro ha sido históricamente una fuente básica de proteínas para los aborígenes australianos. La carne de canguro es rica en proteína y baja en grasas (alrededor del 2%). La carne de canguro tiene una concentración muy alta de ácido linoleico conjugado (CLA) en comparación con otros alimentos. Al CLA se le ha atribuido una amplia gama de beneficios para la salud, incluidas propiedades anticancerígenas y antidiabéticas, además de reducir la obesidad y la aterosclerosis.
Si bien la carne de canguro ha gozado de popularidad por su naturaleza orgánica, se dispone de poca información sobre sus beneficios nutricionales, además de los artículos dedicados al valor de los CLA.  Si bien los datos nutricionales básicos (proteína total, grasas etc.) se publican en todo el mundo, se han realizado pocas investigaciones sobre la naturaleza de la proteína de canguro y su perfil compuesto de aminoácidos. De los 22 aminoácidos de las proteínas, diez son vitales para el bienestar humano y animal porque no pueden fabricarse en el cuerpo. Estos se denominan 'aminoácidos esenciales'; y la investigación principal sobre la nutrición de la carne de músculo de canguro, proviene de un artículo de investigación seminal de la principal organización científica del gobierno australiano CSIRO en 1970.
Utilizando este trabajo de investigación como una fuente de datos primaria, se han calculado los aminoácidos esenciales para la carne seca de músculo de canguro, y se han comparado con varias otras fuentes de carne de granja como pollo, cerdo, ternera y cordero. En comparación con estas carnes de granja, la carne de canguro es más alta en treonina, isoleucina y valina y más baja en aminoácidos de arginina y metionina-cisteina. Esta información es invaluable para calcular dietas balanceadas o cuando un sujeto requiere una fuente extra natural de un aminoácido esencial específico.
La carne de canguro se legalizó para el consumo humano en Australia del Sur en 1980. En Nueva Gales del Sur, Queensland y Victoria solo se podía vender como alimento para mascotas hasta 1993. El canguro alguna vez estuvo limitado en disponibilidad, aunque el consumo en Australia se está volviendo más extendido. Sin embargo, se informó que solo el 14,5% de los australianos en 2008 consumían carne de canguro al menos cuatro veces al año. Muchos supermercados australianos ahora tienen varios cortes de canguro, incluidos filetes, bistecs, carne picada y  'Kanga Bangas'  (salchichas de canguro). Muchos restaurantes australianos sirven carne de canguro.
La carne de canguro se exporta desde 1959. El setenta por ciento de la carne de canguro se exporta, especialmente al mercado europeo: Alemania y Francia. Se vende en dos supermercados del Reino Unido y, antes de la suspensión de las importaciones de carne de canguro a Rusia en 2009, se utilizaba ampliamente en los embutidos rusos. En 2008, la industria tenía un valor de $250–270 millones de dólares australianos al año, y proporciona alrededor de 4,000 trabajos en Australia.
La carne de canguro también se procesa como comida para mascota.

## Cocina
Debido a su bajo contenido en grasas (1-2%), la carne de canguro no se puede cocinar de la misma forma que otras carnes rojas.  Se recomienda la cocción lenta para canguro o para sofreír rápidamente.

## Bienestar animal
La industria de la carne de canguro ha atraído una atención crítica en Australia, el Reino Unido y los Estados Unidos de las organizaciones de derechos de los animales.
Sus preocupaciones se centran en el proceso de caza, en el que toda la carne de canguro para el mercado mundial proviene de canguros capturados en la naturaleza. En 2009, el ecologista de vida silvestre Dr. Drod Ben-Ami de un grupo de expertos de la University of Technology Sydney estimó que 440,000 "canguros jóvenes dependientes" son apaleados o muertos de hambre cada año después de que dispararan a su madre. Sin embargo, los recolectores de canguros deben seguir un estricto Código de práctica para garantizar los más altos estándares de humanidad y el código también proporciona pautas estrictas para garantizar que las crías no se mueran de hambre. En un informe publicado en 2020 por The Australian kangaroo industry: male-only harvesting, sustainability and an assessment of animal welfare impacts demostró que la recolección comercial en realidad tiene mejores resultados de humanidad que otras formas de control de la población.   
En el Reino Unido, la venta de carne de canguro ha provocado protestas de los activistas por el bienestar de los animales. El minorista alemán Lidl anunció en 2018 que dejaría de vender filetes de canguro a raíz de los "comentarios de los clientes". Islandia, Tesco y Morrisons dejaron de vender líneas de carne de canguro.
Desafortunadamente, cuando tales campañas tienen éxito en disminuir las tasas de captura comercial, esto conduce a un aumento en el sacrificio no comercial de canguros; permisos para los cuales están disponibles en todos los estados y territorios australianos para abordar los problemas asociados con las poblaciones de canguros sobreabundantes.  El sacrificio no comercial puede ser realizado por tiradores no profesionales, a diferencia de los recolectores profesionales que deben realizar pruebas de precisión periódicas para garantizar que se cumplen los estándares de humanidad.  Es más difícil monitorear las prácticas de sacrificio no comerciales y a los canguros muertos bajo estos permisos, por lo que estos no pueden venderse comercialmente. Debido a esto, estos se dejan descomponer en los potreros, en lugar de ser utilizados como un recurso sostenible y renovable.

## Kangatarianismo
El kangatarianismo es una práctica reciente de dieta que elimina todas las carne con excepción del canguro, por motivos medioambientales y éticos. Varios periódicos australianos escribieron sobre el neologismo "kangatarianism" en febrero de 2010, describiendo comer una dieta vegetariana con la adición de carne de canguro como una opción con beneficios ambientales porque los canguros salvajes autóctonos no requiere tierra o aguas adicionales para cultivar, y producen poco metano (un gas de efecto invernadero) a diferencia del ganado vacuno u otros animales de granja. Los defensores del kangatarianismo también lo eligen porque los canguros australianos viven vidas naturales, comen alimentos orgánicos y son sacrificados humanamente. Por razones similares, los australianos han discutido comer solo la carne de lo camellos cimarrón australianos ("cameltarianismo").

## Nombre
Recientemente, la industria de la carne de canguro ha debatido la posibilidad de intentar introducir un nombre culinario específico para la carne de canguro, similar a la referencia a la carne de cerdo como jamón, y llamar venison a la carne de ciervo. La motivación es que los comensales piensen en la carne en lugar del animal y eviten reacciones adversas a la ingestión de un animal considerado lindo.
En 2005 la revista internacional Food Companion International, con el apoyo de la Kangaroo Industry Association of Australia, organizó un concurso con la esperanza de encontrar un nombre que no desanimara a los comensales cuando lo vieran en un menú
La competencia de tres meses atrajo a más de 2700 entras de 41 naciones, y el nombre australus se decidió en diciembre de 2005. El nombre fue escrito por el profesor universitario Steven West, un estadounidense a punto de nautralizarse como ciudadano australiano.  Otros finalistas para el nombre fueron kangarly, maroo, krou, maleen, kuja, roujoe, rooviande, jurru, ozru, marsu, kep, kangasaurus, marsupan, jumpmeat, y MOM (meat of marsupials).
La competencia no es vincultante para la Kangaroo Industry Association of Australia, que no ha hecho esfuerzos para adoptar el nuevo nombre a un título oficial.

## Uso Aborigen tradicional
El canguro formó una parte importante de muchas dietas aborígenes tradicionales.

El canguro se conoce como Kere aherre por la gente Arrernte de Australia Central:
Econtrarás canguros en un país llano o una país mulga.  En los viejos tiempos, la gente solía lanzarles a sus perros y lanzarlos. Se extraen las tripas de leche y se utiliza un pincho de madera para cerrar el cuerpo.  Luego se echa sobre el fuego para chamuscar el cabello que se raspa, y luego [mete en un hoyo y] se cubre con tierra caliente y carbones.  Se cortan la cola y ambos pies antes de cocinarlos. Estos se colocan junto con el resto del cuerpo.
El canguro se pica para que mucha gente pueda comérselo.  La sangre caliente y los fluidos del glúteo medio y el hueco de la vacidad torácica se drenan de todos los fluidos. Las personas beben estos líquidos, que según los estudios, son bastante inofensivos.  Los canguros se cortan de una manera especial; en los dos muslos, las dos caderas, los dos lados de las costillas, el estómago, la cabeza, la cola, los dos pies, la espalda y la zona lumbar.  Así lo corta la gente de Arrernte en todas partes.
Los pueblos Anangu, Pitjantjatjara y Yankunytjatjara de Australia Central llaman al canguro "malu". Utilizan malu principalmente para la carne (kuka), pero otros usos incluyen materiales para la fabricación de lanzas. También son una especie tótem importante. Los guardaparques del Angas Downs Indigenous Protected Area están realizando actualmente actividades de manejo de tierras para incrementar esta importante especie en el paisaje. Este proceso se llama Kuka Kanyini, el cuidado de los animales de caza.